# Cyklotiazyd
Cyklotiazyd (łac. cyclothiazidum) – wielofunkcyjny organiczny związek chemiczny, pochodna benzotiadiazyny, tiazydowy lek moczopędny, stosowany w leczeniu nadciśnienia tętniczego oraz obrzęków, blokujący symporter sodowo-chlorowy w kanaliku dystalnym.

## Mechanizm działania
Cyklotiazyd blokuje symporter sodowo-chlorowy w kanaliku dystalnym nefronu. Efektem jest hamowanie zwrotnego wchłaniania sodu, co powoduje zwiększone wydalanie sodu, chloru, wody, jonów wodorowych, potasowych i magnezowych oraz zmniejszone wydalanie jonów wapniowych.

## Zastosowanie
Cyklotiazyd jest stosowany w preparatach złożonych, w następujących wskazaniach:
- nadciśnienie tętnicze[4]
- obrzęki spowodowane przez niewydolność serca, marskość wątroby[4]

W 2016 roku cyklotiazyd nie był dopuszczony do obrotu w Polsce.